# Goetheana rabelaisi
Goetheana rabelaisi  (лат.) — вид паразитических наездников рода Goetheana из семейства эвлофиды (Eulophidae). Встречаются в Австралии.

## Описание
Очень мелкие хальцидоидные наездники (длина тела менее 0,8 мм, длина переднего крыла 0,4 мм), эндопаразитоиды личинок трипсов семейства Thripidae. Окраска головы и груди коричневая, брюшко от жёлтого до коричневато-жёлтого цвета, ноги и усики светло-коричневые. Булава усиков 3-члениковая. Передние крылья очень узкие с длинными щетинками, длина которых превышает максимальную ширину крыловой мембраны. Скапуса усика самцов немного расширен (соотношение длины и ширины от 1,8:1 до 2:1). Скутеллюм с 1 парой дорзальных щетинок. Вид Goetheana rabelaisi Triapitsyn, 2005 паразитирует на трипсах (Thysanoptera) Anophothrips exocarpi (на растениях из семейства  Santalaceae). Вид был впервые описан в 2005 году энтомологом Сергеем Владимировичем Тряпицыным (Entomology Research Museum, Department of Entomology, Калифорнийский университет в Риверсайде, Калифорния, США) и назван в честь Франсуа Рабле.